# چنار سفلی (بوئین‌زهرا)
چنار سفلی (بوئین‌زهرا)، روستایی از توابع بخش مرکزی شهرستان بوئین‌زهرا در استان قزوین ایران است.

## جمعیت
این روستا در دهستان سگزآباد قرار دارد و براساس سرشماری مرکز آمار ایران در سال ۱۳۸۵، جمعیت آن ۱۲۲ نفر (۳۲خانوار) بوده‌است.  روستای چنار سفلی در قسمت جنوبی استان قزوین قرار دارد.